# Walter Rudolf Hess
Walter Rudolf Hess (17. března 1881 Frauenfeld – 12. srpna 1973 Muralto) byl švýcarský fyziolog, který měl velký podíl na moderní, současnou fyziologickou vědu. V roce 1949 mu byla udělena Nobelova cena za fyziologii a lékařství spolu s A. E. Monizem „za objev funkce mezimozku jako koordinátoru činnosti vnitřních orgánů“.
Walter Rudolf Hess vytvořil celkový obraz o vegetativní nervové soustavě. Výsledky, ke kterým dospěl, představují novou epochu ve vývoji poznání nervové soustavy a její centrální části, mozku, a mají zároveň velký význam pro lékařství i z hlediska praktické terapie nervové soustavy člověka.

## Život a dílo
Walter Rudolf Hess se narodil ve Frauenfeldu jako syn učitele fyziky. Jelikož Hesse už od dětství fascinovala a přitahovala příroda, jeho otec toho využil a právě on ho naučil základům fyziky. Stejný zájem projevoval i na základní škole, kde ho bavil mimo jiné i přírodopis.
Studoval na vysokoškolském studiu medicíny a po jejím ukončení začal pracovat jako lékař na chirurgii a ušní klinice, kde pracoval celkem rok. Ale věda Hesse přitahovala natolik, že nechal práce ve své dobře prosperující ordinaci a přijal místo na univerzitě v Bonnu, kde pracoval jako asistent na katedře fyziologie. Jeho kariéra se vyvíjela tak slibně, že byl už v roce 1917 jmenován ředitelem fyziologického ústavu na univerzitě v Curychu, kde se stal i profesorem fyziologie. Z pověření švýcarské přírodovědecké společnosti převzal péči o vybudování mezinárodní výzkumné stanice v alpském horském sedle Jungfrau.
Dlouhá léta studoval centrum dýchání, regulaci krevního tlaku, sekretorickou a motorickou aktivitu zažívacích orgánů. Jeho vědecká práce je nesmírně rozsáhlá, pokrývá téměř celou oblast fyziologie člověka. Obsahuje přínosy k fyziologii dýchání, krevního oběhu i nervových regulacích, vegetativního systému nervového, tj. inervace útrob, srdce a cév, ale též nervového řízení všech povědomých funkcí, zejména funkcí mozkového kmene nervové struktury spojující přední mozek s míchou. Nesmírně důležité jsou však jeho vědecké práce v oblasti mozku – především spánku.
Walter Rudolf Hess zjistil, že centrum spánku je v mezimozku, což je část mozku pod předním (tzv. „velkým“) mozkem, poblíž spodiny lební. Jako první objevil spánková centra, když dokázal podrážděním určitých míst v mezimozku u zvířat navodit spánek. Později objevů mozkových struktur ovlivňujících spánek přibývalo, ale Hessovi přísluší prvenství. Za tento svůj jedinečný a nejen ve fyziologii, ale i v medicíně nesmírně důležitý objev získal slávu, několik poct, ale hlavně v roce 1949 Nobelovu cenu za fyziologii a lékařství. Hesse přitahovala věda až do smrti, i ve vysokém věku trávil hodně času ve své laboratoři a prováděl pokusy. O něco dříve, když dožíval klidné vysoké stáří uprostřed početné rodiny na březích švýcarského jezera, byl již ze spánku vytvořen samostatný vědecký obor. Ví se například, že jsou dva typy spánku, tzv. rytmický, to jest hluboký, a tzv. paradoxní s pohyby víček, v němž se zdají sny.
Walter Rudolf Hess měl kolem sebe mnoho žáků, jimž vděčíme za několik nových poznatků o spánku, které získali na základě Hessových výzkumů.